# André Dubosc
Pour les articles homonymes, voir Dubosc.
André Dubosc, de son vrai nom César Auguste Dubosc, est un acteur français né le 30 mars 1866 dans le 7e arrondissement de Paris, ville où il est mort le 20 décembre 1935 à l'Hôpital Broussais dans le 14e arrondissement
Il est le frère de l'acteur Gaston Dubosc.

## Filmographie
- 1913 : Mademoiselle Cent-Millions
- 1914 : L'Argent des pauvres
- 1914 : Le Friquet : Charley
- 1919 : Le destin est maître de Jean Kemm
- 1919 : La Faute d'Odette Maréchal
- 1921 : Quand les feuilles tomberont
- 1921 : Mimi Trottin
- 1921 : Le Crime de Lord Arthur Savile
- 1921 : La Nuit du 13 : Le professeur Renez
- 1923 : Bonheur conjugal de Robert Saidreau
- 1923 : La Malchanceuse d'Émile-Bernard Donatien
- 1923 : Frou-Frou de Guy du Fresnay
- 1922 : L'Idée de Françoise de Robert Saidreau : Duvernet, le père
- 1924 : Monsieur le directeur de Robert Saidreau
- 1925 : Jack de Robert Saidreau
- 1926 : Le p'tit Parigot
- 1926 : Le Marchand de bonheur
- 1926 : Lady Harrington
- 1927 : Le Sous marin de cristal
- 1927 : La Glu : Le comte des Ribiers
- 1928 : Le Prince Jean de René Hervil : Le comte de Wavre
- 1930 : La Tendresse d'André Hugon : Genine
- 1930 : Accusée, levez-vous ! de Maurice Tourneur : Le président du tribunal
- 1931 : Les Frères Karamazoff : Le magistrat
- 1931 : La Femme en homme : Le duc de Bressy
- 1931 : Figuration
- 1931 : La Ronde des heures
- 1931 : La Chanson des nations : Antoine
- 1931 : Faubourg Montmartre : M. Gentilhomme
- 1931 : Atout cœur : Le magistrat Le Huchard
- 1931 : Gagne ta vie : Monsieur Laumière
- 1931 : Son Altesse l'amour : Emile
- 1931 : Mistigri de Harry Lachmann : Marignan
- 1932 : La Petite Chocolatière de Marc Allégret : M. Lapistolle
- 1932 : Si tu veux : Ducygne
- 1933 : Liebelei de Max Ophüls : Le concierge du théâtre
- 1933 : Il était une fois : Lord Leftsbury
- 1934 : Si j'étais le patron : Un actionnaire
- 1934 : La Dame aux camélias : Le duc
- 1934 : Le Grand Jeu : Bernard Martel
- 1934 : Famille nombreuse d'André Hugon : Le maître d'hôtel
- 1935 : Kœnigsmark : Le roi
- 1935 : Les Yeux noirs de Victor Tourjansky : Le maître d'hôtel
- 1935 : Moïse et Salomon parfumeurs : Auguste
- 1936 : Mayerling d'Anatole Litvak : Loscheck, le valet

## Théâtre
- 1902 : Chonchette, Opéra-bouffe en 1 acte de Gaston Arman de Caillavet, musique Claude Terrasse, Théâtre des Capucines
- 1902 : Par vertu de Francis de Croisset
- 1905 : Nono de Sacha Guitry, Théâtre des Mathurins
- 1905 : Le Bonheur Mesdames de Francis de Croisset, Théâtre des Variétés
- 1906 : Chez les Zoaques de Sacha Guitry, mise en scène Firmin Gémier, Théâtre Antoine
- 1906 : La Piste de Victorien Sardou, Théâtre des Variétés
- 1907 : Samson de Henry Bernstein
- 1907 : Le Ruisseau de Pierre Wolff
- 1907 : Les Jacobines de Abel Hermant
- 1908 : L'Oiseau blessé de Alfred Capus
- 1908 : Arsène Lupin de Francis de Croisset et Maurice Leblanc, Théâtre de l'Athénée
- 1908 : L'Émigré de Paul Bourget
- 1908 : La Femme nue d'Henry Bataille, Théâtre de la Renaissance
- 1909 : La Petite Chocolatière de Paul Gavault
- 1909 : Le Scandale de Henry Bataille, Théâtre de la Renaissance
- 1911 : La Gamine de Pierre Veber et Henry de Gorsse
- 1911 : Le Vieil Homme de Georges de Porto-Riche
- 1912 : Le cœur dispose de Francis de Croisset, Théâtre de l'Athénée
- 1920 : Le Roi de Robert de Flers et Gaston Arman de Caillavet, théâtre des Variétés
- 1921 : L'Autre Fils de Pierre Decourcelle
- 1921 : Le Chemin de Damas de Pierre Wolff
- 1921 : Le Caducée d'André Pascal
- 1923 : L'Enfant d'Eugène Brieux, Théâtre du Vaudeville
- 1924 : L'Amour de Henry Kistemaeckers, Théâtre de la Porte-Saint-Martin
- 1926 : La Famille Lavolette d'Eugène Brieux
- 1926 : Les Nouveaux Messieurs de Robert de Flers et Francis de Croisset
- 1929 : La Fugue de Henri Duvernois
- 1932 : Il était une fois... de Francis de Croisset, mise en scène Harry Baur,  Théâtre des Ambassadeurs